# NGC 4763
NGC 4763 је спирална галаксија у сазвежђу Гавран која се налази на NGC листи објеката дубоког неба.
Деклинација објекта је - 17° 0' 21" а ректасцензија 12h 53m 27,1s. Привидна величина (магнитуда) објекта NGC 4763 износи 12,6 а фотографска магнитуда 13,5. NGC 4763 је још познат и под ознакама MCG -3-33-13, IRAS 12507-1643, PGC 43792.